# 행사다리꼴행렬
행사다리꼴행렬(Row Echelon Form matrix, 약자 REF)이라고도 불리는 사다리꼴행렬(echelon form matrix)은 가우스 소거법 및 가우스 조단 소거법 알고리즘을 통해서 알 수 있듯이, 모든 성립하는 연립 n차 방정식 으로부터 첨가 행렬의 과정을 거쳐 해를 갖는 행사다리꼴행렬(REF) 또는 기약행 사다리꼴행렬(Reduced Row Echelon Form, 약자 RREF)로 변환할 수 있다.
이것은, 선형 대수학에서 행렬이 가우스 소거법으로 인해 사다리꼴(에쉴론, echelon) 형태의 모양을 갖는다는 것을 의미한다.
사다리꼴 행렬(Echelon form matrix)은 가우스 소거법이 행과 열에 대해 작동한다는 것을 의미한다. 바꾸어 말하면 행렬이 행의 형태로 다루어지는 경우 행 사다리꼴 형태의 행렬 모양을 갖게 됨으로써 이처럼 일반적으로 행에 대한 사다리꼴 행렬이 고려되지만 여전히 사다리꼴 행렬(column echelon form matrix)의 동등한 성질은 행사다리꼴형식의 모든 성질을 전치시킴으로써 얻어낼 수도 있다.
또한, 연립방정식의 풀이가 행렬식의 과정을 통해서 행사다리꼴행렬 및 기약행사다리꼴행렬에 대한 풀이로 귀결될 수 있다면 데카르트 좌표평면상의 경우를 포함해서 수식에 의한 (대수적) 연립방정식보다 상대적으로 쉽고 빠른 결과에 대한 정보를 얻을 수 있게되는데,
이러한 사다리꼴행렬 변환처리는 오늘날 컴퓨터에 의한 그래픽처리 등에 있어서 헤밀턴의 사원수와 함께 주요한 이슈이다.
사다리꼴행렬은 삼각행렬의 특수한 경우이다.

## 조건
행렬, 특히 행사다리꼴행렬(REF)에서, 다음과 같은 조건이 나타난다.
- 모든 {\displaystyle 0}이 아닌 행(적어도 하나의 {\displaystyle 0}이 아닌 요소가 있는 행)은 모두{\displaystyle 0}인 행 위에 있는다. (따라서, 모두{\displaystyle 0}인 행이 있는 경우 그 행은 모두 행렬의 맨 아래에 있게 된다)
- 모든 {\displaystyle 0}이 아닌 행의 선행 계수(즉, 최고차 계수)는 항상 그 위 행의 선행 계수의 오른쪽에 있다. (일부 문헌에서는 선행 계수를 {\displaystyle 1}로 표기하기도 한다[4] )

이 두 조건은 선행 계수 아래의 열에 있는 모든 항이 {\displaystyle 0}임을 의미한다.
- 다음은  {\displaystyle 3\times 5}행렬의 예이다.

{\displaystyle \left[{\begin{array}{ccccc}1&a_{0}&a_{1}&a_{2}&a_{3}\\0&0&2&a_{4}&a_{5}\\0&0&0&1&a_{6}\end{array}}\right]}
- 기약행 사다리꼴 행렬(RREF)의 조건

행사다리꼴행렬(REF)의 두 조건을 모두 만족하고 다음의 조건을 만족할 때 '기약행 사다리꼴행렬' 이라고 한다.
{\displaystyle {\color {black}{\rightarrow }}} 선행 계수 {\displaystyle 1}이 존재하는 열에서 그 선행 계수 {\displaystyle 1} 이외의 열의 배열원소가 모두 {\displaystyle 0}인 경우이다.
이러한 행렬식의 과정에서, 행렬의 많은 속성은 행 및 커널(Kernel)과 같은 행 단위 형식으로부터 추론할 수 있다.

## 사다리꼴행렬의 형태의 행렬 예
- 행사다리꼴행렬

{\displaystyle \left[{\begin{array}{ccccc}x&x&x&x\\0&x&x&x\\0&0&x&x\end{array}}\right]}
{\displaystyle \left[{\begin{array}{ccccc}x&x&x&x&x\\0&0&x&x&x\\0&0&0&x&x\end{array}}\right]}
{\displaystyle \left[{\begin{array}{ccccc}x&x&x&x&x&x\\0&0&x&x&x&x\\0&0&0&0&x&x\end{array}}\right]}
{\displaystyle \left[{\begin{array}{ccccc}0&0\\0&0\end{array}}\right]}
{\displaystyle \left[{\begin{array}{ccccc}x&x&0&x&0&x\\0&0&1&x&0&x\\0&0&0&0&1&x\end{array}}\right]}
- 기약행사다리꼴행렬

{\displaystyle \left[{\begin{array}{ccccc}1&0&0&0\\0&1&0&0\\0&0&1&0\\0&0&0&1\end{array}}\right]}

## 행 사다리꼴행렬변환
n차 연립방정식의 일반행렬 유도 과정 기술하는 방식은 다음과 같다.
{\displaystyle M={\begin{pmatrix}2&1&1&5\\4&-6&0&-2\\-2&7&2&9\end{pmatrix}}}
- 첫째, 열을 사다리꼴로 변형시키기 위해 첫째 행을 이용하여 나머지 행들을 변형시킨다.

{\displaystyle M={\begin{pmatrix}{\color {blue}{2}}&{\color {blue}{1}}&{\color {blue}{1}}&{\color {blue}{5}}\\4-({\color {red}{2}}\times {\color {blue}{2}})&-6-({\color {red}{2}}\times {\color {blue}{1}})&0-({\color {red}{2}}\times {\color {blue}{1}})&-2-({\color {red}{2}}\times {\color {blue}{5}})\\-2&7&2&9\end{pmatrix}}}
{\displaystyle M={\begin{pmatrix}2&1&1&5\\0&-8&-2&-12\\-2&7&2&9\end{pmatrix}}}
{\displaystyle M={\begin{pmatrix}{\color {blue}{2}}&{\color {blue}{1}}&{\color {blue}{1}}&{\color {blue}{5}}\\0&-8&-2&-12\\-2-({\color {red}{-1}}\times {\color {blue}{2}})&7-({\color {red}{-1}}\times {\color {blue}{1}})&2-({\color {red}{-1}}\times {\color {blue}{1}})&9-({\color {red}{-1}}\times {\color {blue}{5}})\end{pmatrix}}}
{\displaystyle M={\begin{pmatrix}2&1&1&5\\0&-8&-2&-12\\0&8&3&14\end{pmatrix}}}
- 둘째, 열을 사다리꼴로 변형하기 위해 둘째 행을 이용하여 마지막 행을 변형시킨다.

{\displaystyle M={\begin{pmatrix}2&1&1&5\\{\color {blue}{0}}&{\color {blue}{-8}}&{\color {blue}{-2}}&{\color {blue}{-12}}\\0-({\color {red}{-1}}\times {\color {blue}{0}})&8-({\color {red}{-1}}\times {\color {blue}{-8}})&3-({\color {red}{-1}}\times {\color {blue}{-2}})&14-({\color {red}{-1}}\times {\color {blue}{-12}})\end{pmatrix}}}
{\displaystyle M={\begin{pmatrix}2&1&1&5\\0&-8&-2&-12\\0&0&1&2\end{pmatrix}}}
이렇게 사다리꼴행렬을 얻을 수 있다.

다음처럼 사다리꼴행렬을 얻을 수도 있다.
{\displaystyle {\begin{pmatrix}2&1&1&5\\4&-6&0&-2\\-2&7&2&9\end{pmatrix}}}
- 먼저, 열을 사다리꼴로 만들기 위해 첫째 행을 이용하여 나머지 행들을 변형시킨다.

{\displaystyle {\begin{pmatrix}{\color {blue}{2}}&{\color {blue}{1}}&{\color {blue}{1}}&{\color {blue}{5}}\\4+({\color {red}{-2}}\times {\color {blue}{2}})&-6+({\color {red}{-2}}\times {\color {blue}{1}})&0+({\color {red}{-2}}\times {\color {blue}{1}})&-2+({\color {red}{-2}}\times {\color {blue}{5}})\\-2&7&2&9\end{pmatrix}}}
{\displaystyle {\begin{pmatrix}2&1&1&5\\0&-8&-2&-12\\-2&7&2&9\end{pmatrix}}}
{\displaystyle {\begin{pmatrix}{\color {blue}{2}}&{\color {blue}{1}}&{\color {blue}{1}}&{\color {blue}{5}}\\0&-8&-2&-12\\-2+({\color {red}{1}}\times {\color {blue}{2}})&7+({\color {red}{1}}\times {\color {blue}{1}})&2+({\color {red}{1}}\times {\color {blue}{1}})&9+({\color {red}{1}}\times {\color {blue}{5}})\end{pmatrix}}}
{\displaystyle {\begin{pmatrix}2&1&1&5\\0&-8&-2&-12\\0&8&3&14\end{pmatrix}}}
- 둘째 열을 사다리꼴로 만들기 위해 둘째 행을 이용하여 마지막 행을 변형시킨다.

{\displaystyle {\begin{pmatrix}2&1&1&5\\{\color {blue}{0}}&{\color {blue}{-8}}&{\color {blue}{-2}}&{\color {blue}{-12}}\\0+({\color {red}{1}}\times {\color {blue}{0}})&8+({\color {red}{1}}\times {\color {blue}{-8}})&3+({\color {red}{1}}\times {\color {blue}{-2}})&14+({\color {red}{1}}\times {\color {blue}{-12}})\end{pmatrix}}}
{\displaystyle {\begin{pmatrix}2&1&1&5\\0&-8&-2&-12\\0&0&1&2\end{pmatrix}}}
이렇게도 같은 사다리꼴행렬을 얻을 수 있다.
이렇게 {\displaystyle M}에 대한 사다리꼴행렬을 얻을 수도 있고, 행렬식의 성질을 이용해 다른 계산 과정으로도 {\displaystyle M}의 다른 사다리꼴행렬을 얻을 수 있다.
{\displaystyle M={\begin{pmatrix}2&1&1&5\\4&-6&0&-2\\-2&7&2&9\end{pmatrix}}}
이 과정에서 소행렬식의 4차방정식 판별식유도과정에서의 행 사다리꼴 출현한다.

## 사다리꼴행렬의 성질
가우스 소거법을 사용해서,
다음과 같은 행렬 {\displaystyle M}의 단위행렬 {\displaystyle I}을 첨가 행렬로 계산하면,
역행렬 {\displaystyle M^{-1}}를 얻을 수 있다.
{\displaystyle M={\begin{pmatrix}-1&1&2\\3&-1&1\\-1&3&4\end{pmatrix}}}
기본행연산을 가하면, 다음과 같다.
{\displaystyle {\begin{aligned}{\begin{pmatrix}\ M&\vert &I\end{pmatrix}}&\to \left(\left.{\begin{matrix}-1&1&2\\3&-1&1\\-1&3&4\\\end{matrix}}\ \ \right|\ \ {\begin{matrix}1&0&0\\0&1&0\\0&0&1\\\end{matrix}}\right)\\&\to \left(\left.{\begin{matrix}-1&1&2\\0&2&7\\0&2&2\\\end{matrix}}\right|{\begin{matrix}1&0&0\\3&1&0\\-1&0&1\\\end{matrix}}\right)\\&\to \left(\left.{\begin{matrix}-1&1&2\\0&2&7\\0&0&-5\\\end{matrix}}\right|{\begin{matrix}1&0&0\\3&1&0\\-4&-1&1\\\end{matrix}}\right)\\&\to \left(\left.{\begin{matrix}1&-1&-2\\0&1&3.5\\0&0&1\\\end{matrix}}\right|{\begin{matrix}-1&0&0\\1.5&0.5&0\\0.8&0.2&-0.2\\\end{matrix}}\right)\\&\to \left(\left.{\begin{matrix}1&-1&0\\0&1&0\\0&0&1\\\end{matrix}}\ \ \right|\ \ {\begin{matrix}0.6&0.4&-0.4\\-1.3&-0.2&0.7\\0.8&0.2&-0.2\\\end{matrix}}\right)\\&\to \left(\left.{\begin{matrix}1&0&0\\0&1&0\\0&0&1\\\end{matrix}}\ \ \right|\ \ {\begin{matrix}-0.7&0.2&0.3\\-1.3&-0.2&0.7\\0.8&0.2&-0.2\\\end{matrix}}\right)\end{aligned}}}
따라서 {\displaystyle M^{-1}}은 다음과 같다.
{\displaystyle M^{-1}={\begin{pmatrix}-0.7&0.2&0.3\\-1.3&-0.2&0.7\\0.8&0.2&-0.2\end{pmatrix}}}

## 증명
- 위에서처럼 사용한 라플라스 전개는 행뿐만 아니라  열로도 가능하므로, 따라서 열 사다리골 행렬변환도 가능하다.

## 역사
16세기와 17세기 이후 들어 가우스가 제안한 연립방정식 행렬의 삼각행렬로의 변형을 위한 행사다리꼴행렬인 가우스 소거법에 대하여 1888년 조르단은 좀더 강한 변형법으로 가우스-조르단 소거법인 기약행사다리꼴행렬을 제안한 것으로 잘 알려져있지만 프랑스의 동시대의 클라센(Clasen) 역시 같은 해에 발표한 이와 관련한 자료를 그의 논문에서 볼 수 있다. 조르단과는 독립적으로 기약행사다리꼴행렬을 연구하여 발표한 것으로 여겨진다.
이러한 행렬식(determinant)들은 행과 열 및 커널(Kernel)과 같은 행열단위 형식인 배열원소들을 통해서 행렬(matrix)의 많은 속성을 보여줌으로써 순수한 행렬 개념을 얻게 되는데 많은 기여를 하였다.

## 같이 보기
- 크래머 공식
- 벡터 공간
- LU 분해
- QR 분해
- 밴드 행렬